# Paronychia mughlaei
Paronychia mughlaei är en nejlikväxtart som beskrevs av Mohammad Nazeer Chaudhri. Paronychia mughlaei ingår i släktet prasselörter, och familjen nejlikväxter. Inga underarter finns listade i Catalogue of Life.